# Velimir Ilić
Pour les articles homonymes, voir Ilić.
Velimir Ilić (en serbe cyrillique : Велимир Илић ; né le 28 mai 1951 à Čačak), surnommé « Velja » (Веља), est un homme politique serbe. Il est président du parti Nouvelle Serbie (NS). Le 27 juillet 2012, il est nommé ministre des Travaux publics et de l'Urbanisme dans le gouvernement d'Ivica Dačić ; le 2 septembre 2013, il est reconduit dans ses fonctions.

## Études et carrière professionnelle
Velimir Ilić naît le 28 mai 1951 à Čačak. Il suit les cours de la Faculté de technologie de l'université de Belgrade, dans le Département des matériaux de construction ; il en sort diplômé en 1976. Après avoir travaillé pour diverses sociétés, il devient lui-même chef d'entreprise en 1986. En 2005, il obtient un master à la Faculté de Technologie de Čačak, rattachée à l'Université de Kragujevac,.

## Carrière politique

### Débuts: 1990-2000
Velimir Ilić commence sa carrière politique au Mouvement serbe du renouveau (SPO) de Vuk Drašković en 1990, ce qui lui vaut d'être élu député à l'Assemblée nationale de la république de Serbie. En 1996, il est élu maire de sa ville natale de Čačak en battant le candidat officiel du Parti socialiste de Serbie (SPS) de Slobodan Milošević alors au pouvoir. En 1997, il quitte le SPO et, en 1998, il fonde son propre parti politique, appelé Nouvelle Serbie (NS),. Pendant son mandat municipal, Velimir Ilić fait de Čačak un des centres de l'opposition à Milošević[réf. nécessaire].
Au printemps 1999, lors de la guerre du Kosovo et des bombardements de la Serbie par les forces de l'OTAN, l'audace de ses attaques contre Slobodan Milošević et son régime le contraint à se cacher[réf. nécessaire].
En 2000, le parti de Velimir Ilić, Nouvelle Serbie, rejoint l'Opposition démocratique de Serbie (DOS), une coalition qui réunit en tout 18 partis politiques. Ilić joue un rôle important dans la Révolution des bulldozers ; il organise un convoi de voitures, de bus et de camions qui quitte Čačak dans la matinée du 5 octobre 2000 et réussit à rejoindre Belgrade malgré les contrôles et les barrages policiers. Ilić et ses hommes prennent position devant le bâtiment de l'Assemblée fédérale ; haranguant la foule qui s'était rassemblée, il la mène à l'assaut du Parlement. Dans les jours et les mois qui suivent la révolution, Ilić bénéficie d'une grande popularité[réf. nécessaire]. Les principaux chefs de la coalition démocratique reçoivent des postes importants ; Ilić reste maire de Čačak et est élu député à la Chambre des citoyens de l'Assemblée de la République fédérale de Yougoslavie,.

### Années 2000
Fin 2003, après la dissolution de l'Assemblée nationale de Serbie, Velimir Ilić conclut un accord avec Vuk Drašković pour les élections législatives anticipées du 28 décembre. La coalition remporte 7,66 % des suffrages et 22 sièges à l'Assemblée, dont 9 sont alloués à Nouvelle Serbie, ce qui permet au parti de former un groupe parlementaire. Parallèlement, la coalition conclut une alliance de gouvernement avec le Parti démocratique de Serbie (DSS) de Vojislav Koštunica et le parti G17 Plus de Miroljub Labus. Le 3 mars 2004, Velimir Ilić devient ministre des Investissements dans le premier gouvernement Koštunica, fonction qu'il occupe jusqu'au 15 mai 2007.
Aux élections législatives du 21 janvier 2007, Velimir Ilić s'allie au Parti démocratique de Serbie (DSS) de Koštunica et figure en 2de position sur la liste commune. La coalition obtient 16,55 % des suffrages et remporte 47 sièges, dont 10 reviennent à Nouvelle Serbie,. Le 25 mai Velimir Ilić fait partie du second gouvernement Koštunica, où il exerce la fonction de ministre des Infrastructures, jusqu'au 7 juillet 2008.
Velimir Ilić participe au premier tour de l'élection présidentielle de 2008, qui a lieu le 20 janvier ; il est notamment soutenu par Vojislav Koštunica. il arrive en troisième position après Tomislav Nikolić et Boris Tadić, en obtenant 305 828 voix, soit 7,43 % des suffrages. La réélection de Tadić à la présidence de la République s'accompagne d'élections législatives anticipées qui ont lieu le 11 juin. Nouvelle Serbie s'associe une nouvelle fois au Parti démocratique de Serbie ; l'alliance obtient 11,61 % des voix et envoie 30 représentants à l'Assemblée, dont 9 députés NS ; Velimir Ilić figure parmi eux ; il préside le groupe parlementaire de Nouvelle Serbie et fait désormais partie de l'opposition,.

### Années 2010
Les élections générales de 2012 marquent un tournant dans les alliances de Nouvelle Serbie. Velimir Ilić participe à la coalition Donnons de l'élan à la Serbie, emmenée par Tomislav Nikolić, le président du Parti progressiste serbe (SNS),. Aux élections législatives, l'alliance obtient 24,04 % des suffrages et 73 députés ; le NS forme un groupe parlementaire comptant 8 représentants. Velimir Ilić est réélu mais, le 26 juillet, il renonce à son mandat parlementaire et, le 27 juillet, il est élu ministre des Travaux publics et de l'Urbanisme dans le gouvernement d'Ivica Dačić soutenu par le nouveau président Nikolić,.
Après la crise gouvernementale de l'été 2013, le 2 septembre 2013, il est reconduit dans ses fonctions.

## Personnalité et vie privée
Velimir Ilić est réputé pour ses colères publiques et pour ses relations parfois houleuses avec la presse ou avec ses collègues ministres[réf. nécessaire]. 
Il est père de cinq enfants,, issus de trois épouses différentes. Il est actuellement marié à Gorica Ilić, dont il a deux enfants, une fille, Nevenka, et un fils, Jovan.